# Хановер (Пенсильвания)
Хановер (англ. Hanover) — боро в округе Йорк, штат Пенсильвания, США. В 2010 году в боро проживало 15 289 человек. Боро Хановер управляется мэром и десятью членами совета, которые избираются на 4 года.

## Географическое положение и транспорт
Боро расположен на западе округа Йорк в 31 км на запад от города Йорк. Находится в 8 км от границы с Мэрилендом — линии Мэйсона — Диксона. По данным Бюро переписи населения США Хановер имеет площадь 9,6 квадратных километра.

## История
В 1728 году ирландец Джон Диггес приобрёл право собственности на 10 000 акров земли, окружающих современное боро. В 1731 году на территории появилась группа немецких поселенцев. Само поселение было основано в 1763 году Макалистером, название предложил его друг Майкл Таннер, родом из Гановера, Германия. Первые годы своего существования поселение активно развивалось, к 1800 году оно было вторым населённым пунктом округа. Боро Хановер было инкорпорировано 3 марта 1815 года, до этого поселение было частью тауншипа Хейдельберг. В 1810—1840 годы население города было довольно стабильным, однако постройка железной дороги в 1852 году привело к значительному росту. 30 июня 1863 года в ходе Геттисбергской кампании американской гражданской войны в боро Хановер произошло сражение, закончившееся вничью.

## Население
По данным переписи 2010 года население Хановера составляло 15 289 человек (из них 47,9 % мужчин и 52,1 % женщин), в боро было 6806 домашних хозяйств и 3920 семей. Расовый состав: белые — 91,9 %, афроамериканцы — 1,2 %, коренные американцы — 0,2 %, азиаты — 1,0 % и представители двух и более рас — 1,6 %. На 2014 год население боро Хановер было распределено по происхождению следующим образом: 7,7 % — американское, 40,7 % — немецкое, 15,6 % — ирландское, 5,9 % — итальянское происхождение.
Население города по возрастному диапазону по данным переписи 2010 года распределилось следующим образом: 20,3 % — жители младше 18 лет, 3,2 % — между 18 и 21 годами, 57,8 % — от 21 до 65 лет и 18,7 % — в возрасте 65 лет и старше. Средний возраст населения — 40,7 года. На каждые 100 женщин в Хановере приходилось 92,0 мужчин, при этом на 100 совершеннолетних женщин приходилось уже 88,8 мужчин сопоставимого возраста.
Из 6806 домашних хозяйств 57,6 % представляли собой семьи: 40,9 % совместно проживающих супружеских пар (13,4 % с детьми младше 18 лет); 11,7 % — женщины, проживающие без мужей и 5,0 % — мужчины, проживающие без жён. 42,4 % не имели семьи. В среднем домашнее хозяйство ведут 2,22 человека, а средний размер семьи — 2,85 человека.
| 1820 | 1830 | 1840 | 1850 | 1860 | 1870 | 1880 | 1890 | 1900 | 1910 | 1920 | 1930  | 1940  | 1950  | 1960  | 1970  | 1980  | 1990  | 2000  | 2010  |
| ---- | ---- | ---- | ---- | ---- | ---- | ---- | ---- | ---- | ---- | ---- | ----- | ----- | ----- | ----- | ----- | ----- | ----- | ----- | ----- |
| 946  | 1005 | 1070 | 1210 | 1630 | 1839 | 2317 | 3746 | 5320 | 7057 | 8664 | 11805 | 13076 | 14048 | 15538 | 15623 | 14890 | 14399 | 14535 | 15289 |

## Экономика
В 2014 году из 12 436 человек старше 16 лет имели работу 7554. При этом мужчины имели медианный доход в 44 381 долларов США в год против 32 469 долларов среднегодового дохода у женщин. В 2014 году медианный доход на семью оценивался в 59 320 $, на домашнее хозяйство — в 44 249 $. Доход на душу населения — 26 203 $ в год. 9,8 % от всего числа семей в Хановере и 14,1 % от всей численности населения находилось на момент переписи за чертой бедности.